# Bang! Engine
Die Bang! Engine ist eine Spiel-Engine. Sie ist der Nachfolger der Genie Engine und basiert technisch direkt auf ihr.

## Geschichte
Die Ensemble Studios arbeiteten gleichzeitig an ihrer ersten 3D-Engine während der Entwicklung von Age of Empires II. Diese wurde 2001 angekündigt und anschließend „Bang! Engine“ genannt. Die bedeutendsten Veränderungen zur Genie Engine sind die aktualisierte Grafikengine und die Einbeziehung der Havok-Physik-Engine sowie die Einführung von Heimatstädten. Die Bang! Engine wurde zuerst bei Age of Mythology benutzt und anschließend modifiziert für Age of Empires III. Für Age of Empires III: The Asian Dynasties arbeitete Big Huge Games an der Engine, um das Add-on zu entwickeln.

## Spiele
- Age of Mythology
  - Age of Mythology: The Titans
  - Age of Mythology: Tale of the Dragon
- Age of Empires III
  - Age of Empires III: The WarChiefs
  - Age of Empires III: The Asian Dynasties
- Age of Empires Online